# Lufthockey
Lufthockey (engelska: air hockey) är ett elektromekaniskt bordsspel där två motståndarspelare försöker göra mål mot varandra på ett sargförsett lågfriktionsbord med en plastpuck och varsin handhållen diskformad "klubba", vanligen kallad "paddel". Spelarna står i varsin kortände av bordet och skjuter plastpucken emellan varandra tills någondera lyckas träffa målet i den andras kortände, i stor likhet med datorspelet Pong.
Spelets namn kommer från spelets primära elektromekaniska komponent, en bordskiva täckt av luftventiler varifrån luft trycks ut under spelet i syfte att minska puckens och paddlarnas friktion med underlaget för ökat glidmoment, vilket skapar ett mer kaotiskt spel.
Lufthockey förekommer både som hemmaspel och som arkadspel.

## Beskrivning

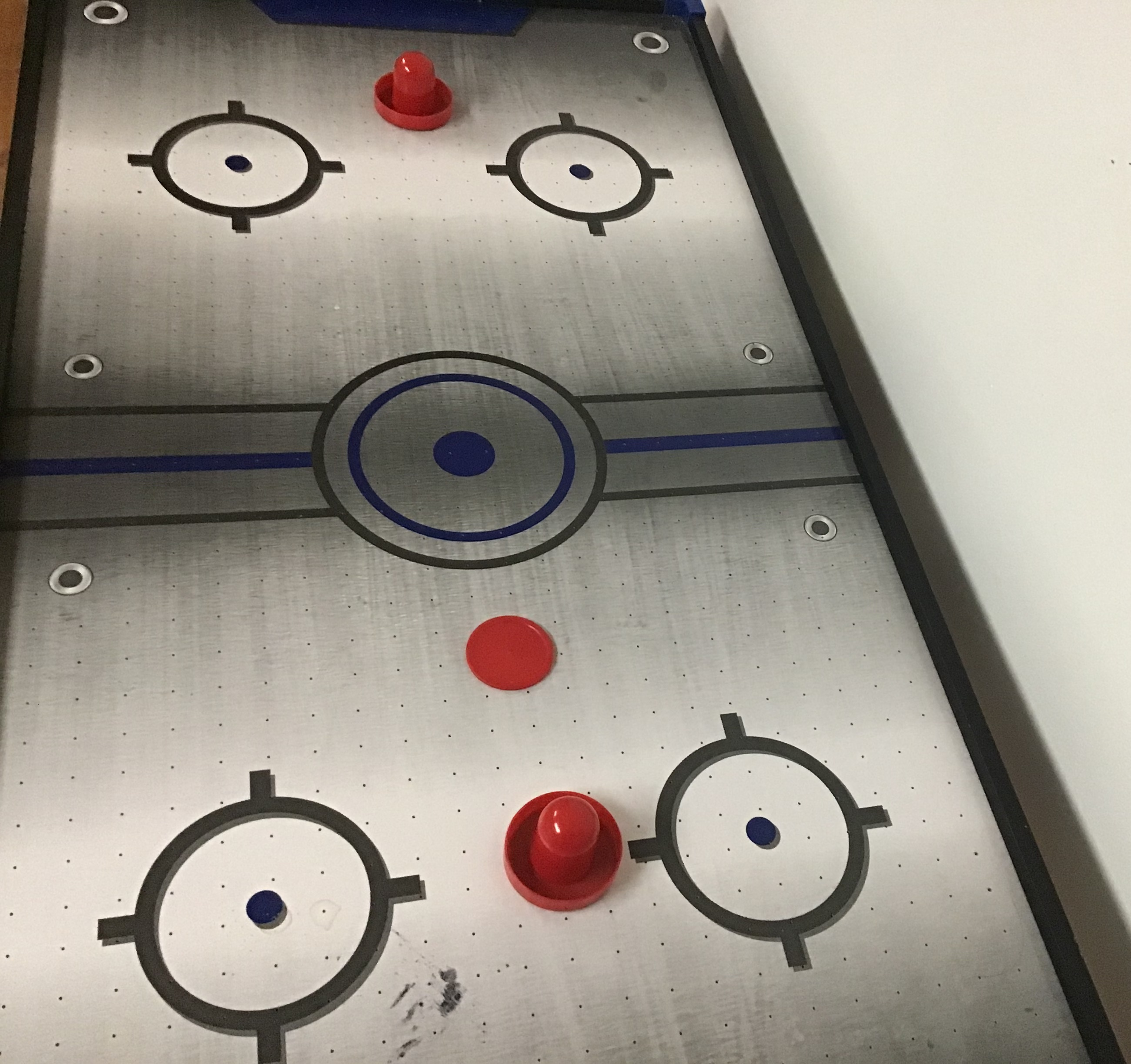
Lufthockeybord med puck och paddlar. Notera luftventilerna i bordsytan.

Lufthockey är ett bordsspel inom klassen elektromekaniska spel, vilket betyder att spelet har en spelanordning som använder sig av både rörliga delar och elektriska komponenter. Spelanordningen består av ett rektangulärt bord försett med spelplansyta och sarg, med mål i var kortände. Resterande spelmateriell består av en låg puck i plast och två stycken handhållna skottdon kallade "paddel". Paddlarna består av en puck med kantfläns och greppknopp ovanpå, ungefär i formen av en sombrero, och utgör spelarnas "hockeyklubbor" för att skjuta pucken med under spel.

### Spel
Spelet går ut på att två motståndarspelare står i var kortände och använder paddlarna för att skjuta pucken mot varann i syfte att träffa den andras mål. Vid spel får ingen kroppsdel eller annat redskap än paddlarna användas för att spela. Skott sker genom att låta paddeln glida över bordet likt pucken för att inte skapa luftburna skott.
Vid mål hamnar pucken i ett insamlingsutrymme och ligger antingen tillgänglig för spelarna eller samlas in av spelet. Vissa exempel har en elektrisk målräknare och elektromekaniskt pucksläppsystem som återsätter pucken på bordet efter mål. Om spelet är av arkadtyp, d.v.s. en spelautomat, behöver spelare traditionellt sätta in mynt eller polletter i maskinen för att sätta pucken i spel.
Matcherna spelas antingen på tid, då resultatet efter ett visst antal minuter gäller, eller till ett förutbestämt antal mål, ofta 7.

### Bord
Lufthockeybord har ofta en bordsyta runt 1,5 × 3 meter på fullskaliga maskiner, men storleken varierar. Bordsytan är utformad som en ishockeyrink med rundade kanter och sarg för spelytan. Spelplanen är utformad med lågfriktionsyta för att ge pucken och paddlarna högt glidmoment, varav pucken enkelt kan avledas från eller ledas runt sargen. I höjd med spelplanen finns i var kortände en cirka 25 cm bred målslits som det gäller att slå in pucken i för mål.
Under spelytan ligger det elektromekaniska luftsystem som skjuter luft genom små luftventiler utöver hela spelplanen när spelet är igång. Detta minskar friktionen som pucken och paddlarna har med spelplanen och ökar deras glidmoment under spel.

## Historia
Spelet uppfanns av Bob Lemieux 1972 i USA och blev en omedelbar succé. 1978 skapades ett officiellt förbund för spelet, USAA (United States Air-Table Hockey Association) av Philip Arnold, för att hålla reda på regler. Lufthockey började att spelas organiserat under 80-talet och spreds sedan till Europa och Asien.[källa behövs]

## Mästerskap

### Europeiska mästerskapen

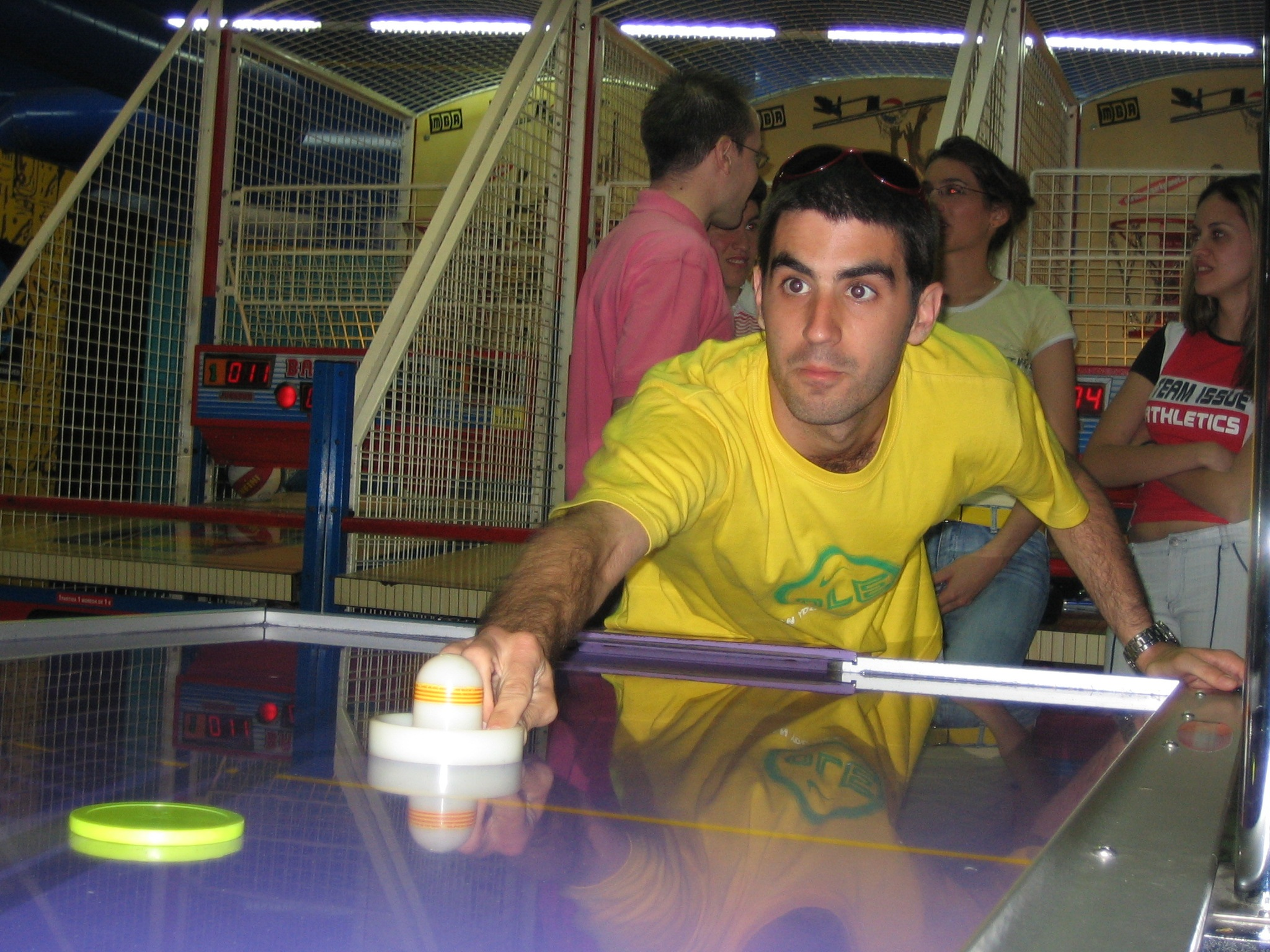
Bild från Katalanska lufthockeyligan, 2003.

| År                  | Vinnare     | Tvåa             | Trea              |
| ------------------- | ----------- | ---------------- | ----------------- |
| 2006 (Individuellt) | Goran Mitic | Michael L. Rosen | José Luis Camacho |
| 2006 (Lag)          | Spanien     | Tjeckien         |                   |

### Amerikanska mästerskapen

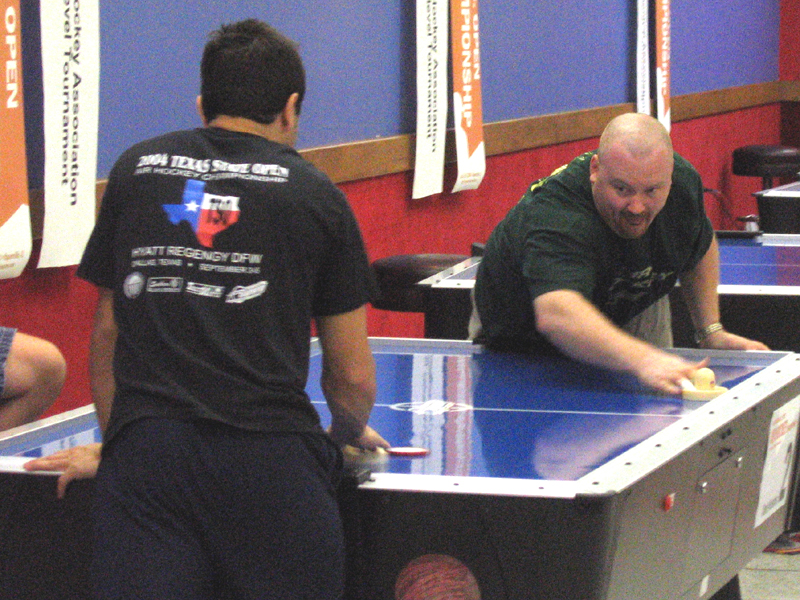
Bild från "2004 Texas state open air hockey championship".

| År   | Vinnare          | Tvåa             | Trea             |
| ---- | ---------------- | ---------------- | ---------------- |
| 1978 | Jesse Douty      | Phil Arnold      | Rolf Moore       |
| 1979 | Jesse Douty      | Phil Arnold      | Joe Campbell     |
| 1980 | Jesse Douty      | Phil Arnold      | Joe Campbell     |
| 1980 | Jesse Douty      | Robert Hernandez | Mark Robbins     |
| 1981 | Bob Dubuisson    | Paul Burger      | Jesse Douty      |
| 1981 | Jesse Douty      | Bob Dubuisson    | Paul Marshall    |
| 1982 | Jesse Douty      | Mark Robbins     | Bob Dubuisson    |
| 1983 | Bob Dubuisson    | Jesse Douty      | Phil Arnold      |
| 1984 | Mark Robbins     | Robert Hernandez | Bob Dubuisson    |
| 1985 | Bob Dubuisson    | Robert Hernandez | Vince Schappell  |
| 1985 | Bob Dubuisson    | Robert Hernandez | Mark Robbins     |
| 1986 | Robert Hernandez | Bob Dubuisson    | Mark Robbins     |
| 1986 | Mark Robbins     | Bob Dubuisson    | Robert Hernandez |
| 1987 | Robert Hernandez | Jesse Douty      | Phil Arnold      |
| 1987 | Jesse Douty      | Mark Robbins     | Robert Hernandez |
| 1988 | Jesse Douty      | Bob Dubuisson    | Robert Hernandez |
| 1988 | Jesse Douty      | Bob Dubuisson    | Joe Campbell     |
| 1989 | Tim Weissman     | Bob Dubuisson    | Jesse Douty      |
| 1989 | Tim Weissman     | Jesse Douty      | Robert Hernandez |
| 1990 | Tim Weissman     | Jesse Douty      | Robert Hernandez |
| 1990 | Tim Weissman     | Phil Arnold      | Mark Robbins     |
| 1991 | Tim Weissman     | Mark Robbins     | Robert Hernandez |
| 1991 | Tim Weissman     | Jesse Douty      | Albert Ortiz     |
| 1992 | Tim Weissman     | Robert Hernandez | Mark Robbins     |
| 1992 | Tim Weissman     | Keith Fletcher   | Vince Schappell  |
| 1993 | Tim Weissman     | Andy Yevish      | Keith Fletcher   |
| 1994 | John Giraldo     | Mark Robbins     | Tim Weissman     |
| 1995 | Billy Stubbs     | Wil Upchurch     | Don James        |
| 1996 | Tim Weissman     | Wil Upchurch     | Andy Yevish      |
| 1997 | Wil Upchurch     | Tim Weissman     | Jesse Douty      |
| 1999 | Jose Mora        | Pedro Otero      | Jimmy Heilander  |
| 2000 | Jose Mora        | Pedro Otero      | Tim Weissman     |
| 2001 | Danny Hynes      | Tim Weissman     | Jose Mora        |
| 2002 | Danny Hynes      | Ehab Shoukry     | Billy Stubbs     |
| 2003 | Ehab Shoukry     | Jose Mora        | Andy Yevish      |
| 2004 | Danny Hynes      | Andy Yevish      | Anthony Marino   |
| 2005 | Danny Hynes      | Billy Stubbs     | Anthony Marino   |
| 2006 | Danny Hynes      | Wil Upchurch     | Davis Lee Huynh  |